# Liste des épisodes de Batman (1992-1997)
Cet article présente la liste des épisodes des séries télévisées d'animation américaines Batman (Batman: The Animated Series) diffusée de 1992 à 1995 et Batman (The New Batman Adventures) diffusée en 1997.

## Présentation
La première série est composée de 85 épisodes. Son découpage en saisons est délicat et très variable selon les sources. Warner Bros fournit 65 épisodes dans un premier temps. La Fox commande ensuite 20 épisodes supplémentaires qui sont diffusés sous le titre The Adventures of Batman and Robin et dans lesquels Robin est bien plus présent. Lors de sa diffusion aux États-Unis, elle est découpée en « quatre saisons » (diffusées sur 3 ans) composées de 60 épisodes pour la première, 10 pour la seconde, 10 pour la troisième et 5 pour la dernière. En France, elle est découpée en « 3 saisons » lors de leur diffusion sur France 3, soit 28 pour la première, 28 pour la deuxième et 29 pour la troisième[réf. nécessaire]. Cette 3e saison a été diffusée sous les titres Batman dans l'émission Télétaz en 1995 et Les Aventures de Batman et Robin dans F3X : Le Choc des héros en 2008,.
La deuxième série, intitulée également Batman - ou parfois Les Nouvelles Aventures de Batman - (The New Batman Adventures) et composée de 24 épisodes, a un graphisme et un design différents par rapport à la première série.
Cependant, la classification des épisodes est généralement répartie en quatre saisons différentes d'une même série.

## Épisodes deBatman(Batman: The Animated Series, 1992-1995)
Note : La liste des saisons présentée ci-dessous est découpée selon l'ordre des DVD qui diffère de la première diffusion aux États-Unis.

### Première saison (1992-1993)
| Épisode | Titre français                       | Titre anglais                             | Notes |
| ------- | ------------------------------------ | ----------------------------------------- | --- |
| 1.001   | Le Duel                              | On Leather Wings                          | Une chauve-souris géante cambriole des laboratoires pharmaceutiques. |
| 2.002   | Joyeux Noël, Batman                  | Christmas With The Joker                  | Le soir de noël, le Joker menace d'éliminer trois habitants de Gotham. Pour les sauver, Batman et Robin vont devoir affronter de nombreux pièges. |
| 3.003   | Épouvantable Épouvantail             | Nothing to Fear                           | Batman combat l'épouvantail qui souhaite attaquer l' université de Gotham. |
| 4.004   | Morts de rire                        | The Last Laugh                            | Le Joker diffuse un gaz hilarant dans Gotham. Il profite de la démence engendrée pour réaliser toute une série de larcins. |
| 5.005   | Poison d’amour                       | Pretty Poison                             | Le procureur Harvey Dent a été empoisonné. Batman n'a que quelques heures pour retrouver le responsable et l'antidote. |
| 6.006   | Les Enfants de la nuit               | The Underdwellers                         | Batman découvre qu'une bande de jeunes délinquants peuplent les égouts de Gotham. |
| 7.007   | Version originale                    | P.O.V.                                    | Une intervention policière tourne au fiasco. Lors de l'interrogatoire, chaque policier donne sa version des faits. |
| 8.008   | Les Oubliés du Nouveau Monde         | The Forgotten                             | Alors qu'il enquête sur des disparitions mystérieuses, Bruce Wayne se réveille, amnésique, dans un camp de travail en plein désert. |
| 9.009   | Fugue en sol Joker                   | Be a Clown                                | Le Joker s'invite à la fête d'anniversaire du fils du maire de Gotham et le kidnappe sans le savoir. |
| 10.010  | Double Jeu (1re partie)              | Two-Face, Part 1                          | Harvey Dent, procureur de Gotham et ami de Bruce Wayne souffre d'une double personnalité qui prend de plus en plus d'importance. |
| 11.011  | Double Jeu (2e partie)               | Two-Face, Part 2                          | Devenu Double-face, Harvey Dent entre en guerre contre le mafieux Rupert Thorne |
| 12.012  | Il n’est jamais trop tard            | It’s Never Too Late                       | Pour retrouver son fils, le mafieux Arnold Stromwell souhaite mettre fin à au conflit l'opposant à son plus grand rival, Rupert Thorne. Mais il tombe dans un piège. |
| 13.013  | L’Œuf du Pingouin                    | I’ve Got Batman in My Basement            | Alors qu'il a été empoisonné par le Pingouin, Batman est sauvé par deux jeunes enfants qui le cachent dans la cave de leur maison. |
| 14.014  | Le cœur de glace                     | Heart of Ice                              | Mr Freeze commet une série de cambriolages dans le but de créer un canon frigorifique géant. |
| 15.015  | Le Chat et la Souris (1re partie)    | The Cat and the Claw, Part 1              | Batman n'arrive pas à empêcher le vol d'un collier par Catwoman. Pas insensible aux charmes de celle qui se cache sous le costume de la voleuse, il doit faire face en parallèle à Griffes Rouges, un terroriste international. |
| 16.016  | Le Chat et la Souris (2e partie)     | The Cat and the Claw, Part 2              | Griffes rouges et ses hommes attaquent un train militaire afin de voler un virus mortel. Elle tente également d'éliminer Catwoman. |
| 17.017  | L’Homme invisible                    | See No Evil                               | Un homme invisible attaque une bijouterie dans laquelle se trouve Bruce Wayne. Son enquête le mène auprès d'une famille séparée. |
| 18.018  | Le Plastiqueur fou                   | Beware the Gray Ghost                     | Une série d'explosions secouent Gotham city. Elles semblent étrangement liées à un vieux feuilleton télévisé. |
| 19.019  | La Prophétie du dôme                 | Prophecy of Doom                          | Bruce Wayne infiltre une confrérie dirigée par un mystérieux devin. |
| 20.020  | Bas les masques (1re partie)         | Feat of Clay, Part 1                      | Un acteur devient dépendant d'une crème qui lui permet de changer de visage. En parallèle, Bruce Wayne est accusé d'avoir agressé une personne de son entreprise. |
| 21.021  | Bas les masques (2e partie)          | Feat of Clay, Part 2                      | Gueule d'argile cherche à se venger de celui qui est à l'origine de sa transformation : Dagett. Ce dernier est sur le point de commercialiser sa crème auprès du public. |
| 22.022  | Chantage à crédit                    | Joker’s Favor                             | Deux ans plus tôt, dans un embouteillage, un comptable s'énerve contre un autre conducteur qui se révèle être le Joker. Afin de sauver sa vie, la victime lui promet de lui rendre un service. |
| 23.023  | Vendetta                             | Vendetta                                  | Un bateau de la police transportant le témoin principal d'un procès explose. Tous les soupçons pèsent sur l'inspecteur Bullock. |
| 24.024  | Le Maître de l'épouvante             | Fear of Victory                           | Plusieurs sportifs professionnels sont atteints de frayeur panique lors de compétitions. Robin est à son tour touché alors que Batman est en danger. |
| 25.025  | Le Roi du temps                      | The Clock King                            | Un homme obnubilé par le temps tente de se venger du maire de Gotham qu'il estime responsable du procès qu'il a perdu sept ans auparavant. |
| 26.026  | Rendez-vous dans la rue du crime     | Appointment in Crime Alley                | Un agent immobilier sans scrupule projette de détruire un quartier dans lequel la criminalité a fortement augmentée. Batman n'a que 45 minutes pour déjouer l'attentat et retrouver une amie disparue dans ce quartier où tout semble hors de contrôle. Adaptation du Detective Comics no 457 : There Is No Hope in Crime Alley (1976). |
| 27.027  | Le Pays des merveilles               | Mad as a Hatter                           | Afin d'impressionner sa jeune collègue Alice, le chapelier fou prend le contrôle de plusieurs habitants de Gotham à l'aide d'une invention. |
| 28.028  | Sombres Hallucinations               | Dreams in Darkness                        | Batman, victime d'hallucinations est enfermé dans l'asile d'Arkham. Il doit pourtant sortir au plus vite pour empêcher l'épouvantail d'empoisonner les réserves d'eau de Gotham City. |
| 29.029  | Éternelle Jeunesse                   | Eternal Youth                             | Alfred et une amie partent en week-end dans un centre thermal. Mais la directrice de l'établissement n'est autre que Poison Ivy. |
| 30.030  | Rêve ou Réalité ?                    | Perchance to Dream                        | A son réveil, Bruce Wayne découvre que ses parents sont toujours en vie, qu'il doit épouser Selina Kyle et que Batman est une autre personne. |
| 31.031  | Conspiration                         | The Cape and Cowl Conspiracy              | Des titres au porteur destinés à une aide humanitaire sont dérobés. Batman comprend vite que le responsable est l'interrogateur spécialisé dans les pièges mécaniques. Adaptation du Detective Comics no 450 : The Cape and Cowl Death Trap! (1975) |
| 32.032  | Robin se rebiffe (1re partie)        | Robin’s Reckoning, Part 1                 | Lorsqu'il apprend le nom du commanditaire d'une tentative de sabotage, Batman met Robin sur la touche de l'affaire. Vexé, Robin décide d'enquêter sur cette affaire et comprend que son douloureux passé est fortement lié au dossier. |
| 33.033  | Robin se rebiffe (2e partie)         | Robin’s Reckoning, Part 2                 | Désobéissant aux ordres de Batman, Robin est bien décidé à se venger... une nouvelle fois. |
| 34.034  | Heureux comme un poisson dans l’eau  | The Laughing Fish                         | Tous les poissons pêchés dans la baie de Gotham ont l'expression faciale du Joker. Ce dernier souhaite en déposer les droits d'auteur. Devant le refus de l'administration, il décide de se venger. Adaptation du Detective Comics no 475 : Le Poisson qui rit (1978) |
| 35.035  | La Nuit du ninja                     | Night of the Ninja                        | Les entreprises Wayne sont victimes de multiples cambriolages réalisés par un mystérieux ninja. Bruce pense que le voleur est une vieille connaissance du Japon. |
| 36.036  | La Fièvre des chats                  | Cat Scratch Fever                         | Selina Kyle est condamnée par le tribunal de Gotham à ne plus porter le costume de Catwoman sous peine de retourner en prison. Mais un étrange trafic de chats pourrait remettre en cause sa promesse. |
| 37.037  | L’Étrange Machine du Docteur Strange | The Strange Secret of Bruce Wayne         | Batman sauve in extremis le juge Vargas qui a pris tous les risques pour récuperer une mysterieuse cassette. Il décide d'enquêter en allant en tant que Bruce Wayne au centre de remise en forme où s'était rendue la juge. Il ne se doute pas que son plus grand secret va être decouvert par le docteur Hugo Strange et que ce dernier va le vendre aux plus grands ennemis de Batman. Adaptation du Detective Comics no 471 et 472 : The Dead Yet Live et I Am the Batman! (1977) |
| 38.038  | Cœur d’acier (1re partie)            | Heart of Steel, Part 1                    | Un robot vole à Wayne Enterprise des logiciels liés à l'intelligence artificielle. Malgré ses efforts, Batman n'arrive pas à l'arrêter. |
| 39.039  | Cœur d’acier (2e partie)             | Heart of Steel, Part 2                    | Batman découvre que de nombreuses personnalités de Gotham ont été remplacées par des robots dirigés par une intelligence artificielle du nom d'ODRAH. |
| 40.040  | L’Énigme du Minotaure                | If You're So Smart, Why Aren't You Rich ? | Edward Nygma est injustement licencié de la société de jeux vidéos pour laquelle il travaille. Deux ans plus tard, alors que cette société est sur le point de signer un important partenariat avec Wayne Entreprises, Nygma prend les traits de l'homme mystère pour se venger. |
| 41.041  | Le Joker fou                         | Joker’s Wild                              | Un milliardaire construit un casino sur le thème du Joker. Furieux, ce dernier s'échappe de l'asile d'Arkham pour le détruire. |
| 42.042  | Le Tigre de la nuit                  | Tyger, Tyger                              | Selina Kyle est enlevée au zoo par un être mi-homme mi-gorille. Batman se met à sa recherche. |
| 43.043  | Le Loup-garou ou Pleine Lune         | Moon of the Wolf                          | Batman affronte un loup-garou qui se révèle être un ami de Bruce Wayne. Adaptation du Detective Comics no 255 : Moon of the Wolf (1974) |
| 44.044  | Le Jour du samouraï                  | Day of the Samurai                        | Bruce Wayne se rend au Japon pour aider son ancien maître dont la fille a été enlevée par Kyodai Ken récemment battu par Batman. |
| 45.045  | Terreur dans le ciel                 | Terror in the Sky                         | Une chauve-souris géante attaque le port de Gotham. Batman pense évidemment que le Dr Langstrom a rechuté. |
| 46.046  | Il s'en est fallu de peu             | Almost Got’ Im                            | Le Joker, le Pingouin, Poison Ivy, Double Face et Croc font une partie de poker. Chacun d'eux raconte une histoire où il a été très proche d'éliminer Batman. |
| 47.047  | Monsieur Pingouin                    | Birds of a Feather                        | Fraîchement sorti de prison, le Pingouin veut se remettre dans le droit chemin. Si le début est difficile, il est rapidement contacté par une femme de la haute société désireuse de le rencontrer. |
| 48.048  | Réalité virtuelle                    | What is Reality ?                         | L'Homme mystère a piraté l'ensemble du système informatique de Gotham, notamment pour effacer toutes les données le concernant. Pendant que Batman essaie de résoudre tant bien que mal les énigmes laissées par son adversaire, le commissaire Gordon se retrouve prisonnier dans une réalité virtuelle. Batman, aidé de Robin décide d'y entrer pour le sauver. |
| 49.049  | Remords                              | I Am the Night                            | Le jour de l'anniversaire de l'assassinat de ses parents, Batman est en pleine introspection sur l'utilité de son action. Les choses s'aggravent lorsque son intervention au cours d'une descente de police tourne au drame. |
| 50.050  | L’Effet Vertigo                      | Off Balance                               | Une mysterieuse organisation du nom de société des ombres sévit depuis peu à Gotham City. Malgré l'intervention de Batman, Vertigo, leur chef, arrive à s'emparer d'une foreuse révolutionnaire. Mais une femme en noir semble également les combattre. Adaptation du Detective Comics no 411 : Batman: Into the Den of the Death-Dealers (1971) |
| 51.051  | L’Homme qui tua Batman               | The Man Who Killed Batman                 | Un petit malfrat sans envergure provoque accidentellement la mort de Batman et s'attire les foudres du Joker. |
| 52.052  | Bain de boue                         | Mudslide                                  | Gueule d'argile multiplie les cambriolages dans le but de financer une machine lui permettant de stopper sa décomposition. |
| 53.053  | Dr Jekyll, le retour                 | Paging the Crime Doctor                   | Malgré son intervention, Batman ne parvient pas à empêcher des malfrats de voler un laser médical transporté dans un fourgon blindé. Le mafieux Rupert Thorne, à l'origine de ce vol, veut forcer son frère à soigner sa maladie. L'opération nécessite le kidnapping d'une vieille amie de Batman. |
| 54.054  | Zatanna                              | Zatanna                                   | Ancienne amie de Bruce Wayne, la magicienne Zatanna est accusée du vol de 10 millions de dollars durant une représentation. Batman profite de son transfert vers le poste de police pour la délivrer. |
| 55.055  | Le Super Mécanicien                  | The Mechanic                              | Alors qu'il poursuit la voiture du Pingouin, Batman endommage fortement la Batmobile. Il ne se doute pas que la commande de pièces détachées pour la réparer va permettre au Pingouin de découvrir l'adresse du garage où la Batmobile est entreposée. |
| 56.056  | Harley et Ivy                        | Harley and Ivy                            | Exclue du gang du Joker, Harley Quinn s'associe à Poison Ivy pour semer la terreur à Gotham. |
| 57.057  | Jeux d'ombres (1re partie)           | Shadow of the Bat, Part 1                 | Batman et le commissaire Gordon arrivent enfin à appréhender le mafieux Rupert Thorne. Mais le commissaire est très vite accusé de corruption. Sa fille, Barbara, organise une soirée afin de collecter des fonds pour payer sa caution. Elle demande à Batman d'y participer, ce qu'il refuse. Elle décide alors de se faire passer pour lui, ce qui fonctionne jusqu'à ce que des individus attaquent la soirée.                                                                   |
| 58.058  | Jeux d'ombres (2e partie)            | Shadow of the Bat, Part 2                 | Malgré des débuts difficiles, Batman, Robin et Batgirl s'associent pour mettre fin aux agissements de Double Face et innocenter le commissaire Gordon. |
| 59.059  | Ombres et Ténèbres                   | Blind as a Bat                            | Le Pingouin dérobe un prototype d'hélicoptère de Wayne Entreprise durant une démonstration devant des militaires. Une explosion rend Bruce Wayne aveugle. |
| 60.060  | La Quête du démon (1re partie)       | The Demon's Quest, Part 1                 | Batman et Ra's al Ghul sillonnent l'Asie à la recherche de Robin qui a été enlevé par une mystérieuse organisation. Adaptation du Detective Comics no 232 : Daughter of the Demon (1971) |
| 61.061  | La Quête du démon (2e partie)        | The Demon's Quest, Part 2                 | Batman poursuit Ra's al Ghul jusque dans sa forteresse du Sahara. Il apprend que son projet est d'innonder la terre d'un produit chimique afin de la redonner à la nature. Adaptation du Detective Comics no 244 : The Demon Lives Again (1972) |
| 62.062  | Une Âme de silicone                  | His Silicon Soul                          | Batman doit faire face au double de lui-même en version robot. Ce dernier est persuadé d'être le vrai chevalier noir. Cet épisode est la suite de l'épisode 39 (cœur d'acier). |
| 63.063  | Les Foudres de l'Olympe              | Fire from Olympus                         | Un canon à électron a été dérobé à l'armée. Batman soupçonne un riche armateur qui pense être la réincarnation du Dieu Zeus. |
| 64.064  | Le Ventriloque                       | Read My Lips                              | La recette d'un match de boxe est dérobée par trois individus dont le commanditaire est une mystérieuse marionnette. |
| 65.065  | Les Poupées mayas                    | The Worry Men                             | De retour d'Amérique du Sud, une riche aventurière organise une soirée à Gotham City. Bruce Wayne aperçoit sur le toit un étrange prêtre Maya mais ne parvient pas à l'arrêter. Pire, le lendemain il semble envoûté et se laisse dérober 20 millions de $. |

### Deuxième saison (1994-1995)
| Épisode | Titre français                     | Titre anglais            | Notes                                                               |
| ------- | ---------------------------------- | ------------------------ | ------------------------------------------------------------------- |
| 66.066  | Le Cirque infernal                 | Sideshow                 |                                                                     |
| 67.067  | Qui veut la peau de Bullock ?      | A Bullet for Bullock     | Adaptation du Detective Comics no 651 : A Bullet for Bullock (1992) |
| 68.068  | Procès                             | Trial                    |                                                                     |
| 69.069  | Le Tombeau de la Reine             | Avatar                   |                                                                     |
| 70.070  | Le Jardin d'enfants                | House and Garden         |                                                                     |
| 71.071  | Le Trio infernal                   | The Terrible Trio        |                                                                     |
| 72.072  | Harlequinade                       | Harlequinade             |                                                                     |
| 73.073  | Ô temps, suspends ton vol…         | Time Out of Joint        |                                                                     |
| 74.074  | À pas de velours                   | Catwalk                  |                                                                     |
| 75.075  | Bane                               | Bane                     |                                                                     |
| 76.076  | Baby-Doll                          | Baby-Doll                |                                                                     |
| 77.077  | Le Lion et la Licorne              | The Lion and the Unicorn |                                                                     |
| 78.078  | Révélation ou Souvenirs, souvenirs | Showdown                 |                                                                     |
| 79.079  | La Réinsertion de l'Homme Mystère  | Riddler's Reform         |                                                                     |
| 80.080  | La Seconde Chance                  | Second Chance            |                                                                     |
| 81.081  | La Journée d'Harley                | Harley's Holiday         |                                                                     |
| 82.082  | Double Tour                        | Lock-Up                  |                                                                     |
| 83.083  | Crise de rire ou Fête-moi rire     | Make ‘Em Laugh           |                                                                     |
| 84.084  | La Cité congelée                   | Deep Freeze              |                                                                     |
| 85.085  | Le Retour de Batgirl               | Batgirl Returns          |                                                                     |

## Épisodes deBatman(The New Batman Adventures, 1997)
| Épisode | Titre français              | Titre anglais              | Notes |
| ------- | --------------------------- | -------------------------- | --- |
| 1.086   | Le Retour de Robin          | Sins of the Father         | |
| 2.087   | Trouble fête                | Holiday Knights            | |
| 3.088   | Coup de froid               | Cold Comfort               | |
| 4.089   | Sinistre Marionnette        | Double Talk                | |
| 5.090   | La Vraie Nature de Catwoman | You Scratch My Back        | |
| 6.091   | Jamais peur                 | Never fear                 | |
| 7.092   | Joker s'achète une conduite | Joker's Millions           | |
| 8.093   | Destinée                    | Growing Pains              | |
| 9.094   | Un amour de crocodile       | Love is a Croc             | |
| 10.095  | Solo d'amour                | Torch Song                 | |
| 11.096  | Le Grand Frisson            | The Ultimate Thrill        | |
| 12.097  | Règlement de comptes        | Over the Edge              | |
| 13.098  | La Fille du calendrier      | Mean Seasons               | |
| 14.099  | Les Verts Pâturages         | Critters                   | |
| 15.100  | Le Culte du Chat            | Cult of the Cat            | |
| 16.101  | Les Jeux du cirque          | Animal Act                 | |
| 17.102  | Blessures anciennes         | Old Wounds                 | Raconte la séparation entre Batman et le premier Robin présent dans l'univers de la série et donc, dans une moindre mesure, l'origine de Nightwing. |
| 18.103  | Morgane l'Enchanteresse     | The Demon Within           | |
| 19.104  | Légendes du Chevalier Noir  | Legends of the Dark Knight | |
| 20.105  | Une soirée entre filles     | Girls' Night Out           | |
| 21.106  | Amour fou                   | Mad Love                   | Adaptation du comics éponyme de 1994. |
| 22.107  | La Puissance de l'amour     | Chemistry                  | |
| 23.108  | Prenez garde au Creeper     | Beware the Creeper         | |
| 24.109  | Le Jour du jugement         | Judgement Day              | |

## Publications
Warner Bros. a proposé l'intégrale des deux séries, soit les 109 épisodes, dans un seul coffret. Une première version dans un coffret prestige en 2013  (EAN 5051889423560). Et pour la première fois en coffret Blu-ray en 2018  (EAN 5051889637493).